# Merkur
Pour l’article homonyme, voir Pfälzischer Merkur.
 (octobre 2018).
Si vous disposez d'ouvrages ou d'articles de référence ou si vous connaissez des sites web de qualité traitant du thème abordé ici, merci de compléter l'article en donnant les références utiles à sa vérifiabilité et en les liant à la section « Notes et références ».
Merkur (de, Mercure) est un ancien constructeur américain, qui était commercialisée par la division Lincoln-Mercury de Ford de 1985 à 1989. Tirant son nom du mot allemand pour Mercure, Merkur était adressée aux acheteurs de grande routières européennes en Amérique du Nord, et importait des voitures produites par la division allemande de Ford Europe.
La marque est retirée à la fin de l'année-modèle 1989, elle est ainsi l'une des marques les plus éphémères de l'histoire de l'industrie automobile américaine moderne, devant la marque Edsel qui n'a duré qu'un an de moins.

## Modèles
La gamme de modèles Merkur comprenait deux modèles : la berline XR4Ti à trois portes et la berline Scorpio à cinq portes. La réglementation nord-américaine imposait un certain nombre de modifications à la conception des véhicules, ce qui signifiait qu'une Merkur ne pouvait pas être identique à une Ford Sierra ou une Ford Scorpio du marché européen. Pour adapter une Merkur à la vente aux États-Unis et au Canada, des pare-chocs 5 mph ont été ajoutés, des phares conformes à la norme FMVSS 108 et un tableau de bord avec des compteurs en unités impériales.

### XR4Ti

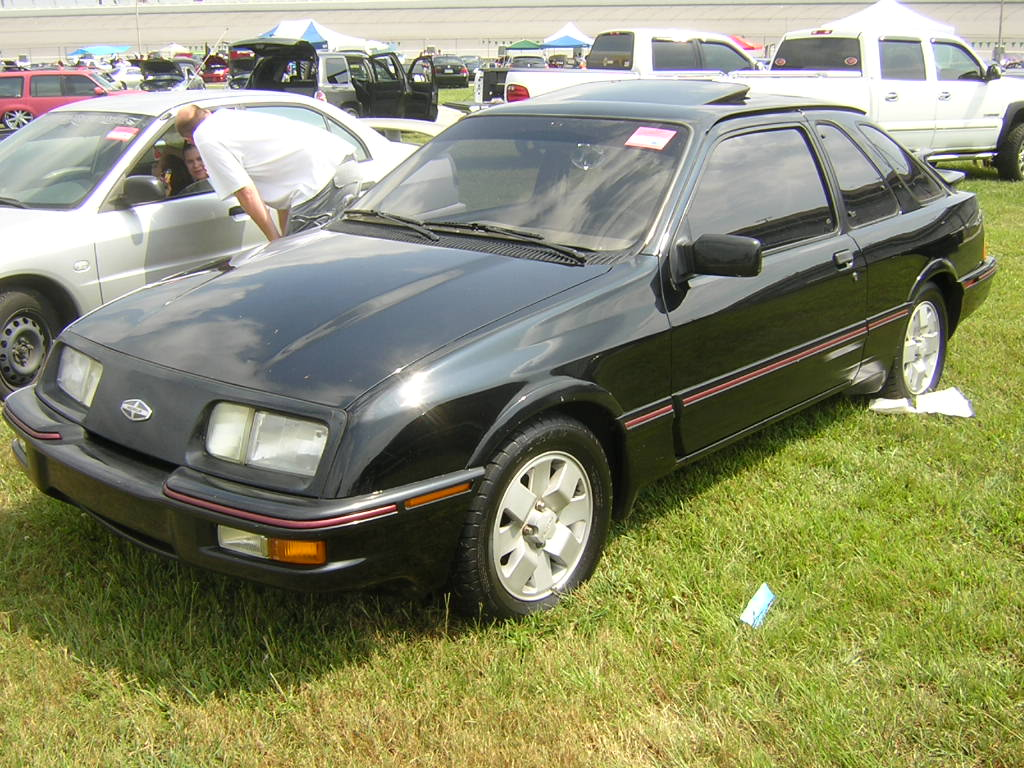
Une Merkur XR4Ti

Lancée en 1985 comme véhicule d'introduction de la gamme Merkur, la Merkur XR4Ti était une berline à hayon axée sur les performances. De taille presque identique à celle de la berline Ford Mustang, la XR4Ti était une version légèrement remaniée de la Ford Sierra XR4i, le modèle sportif de milieu de gamme de la Sierra. En plus de refléter l'utilisation d'un moteur turbocompressé (voir ci-dessous), le nom XR4Ti a été choisi car General Motors détenait les noms GMC Sierra et Oldsmobile Cutlass Ciera (en).
Le V6 de 2,8 L de la XR4i (qui ne répondait pas aux normes américaines en matière d'émissions) a été remplacé par un 4 cylindres en ligne turbocompressé de 2,3 L. Version modifiée du moteur utilisé par la Ford Mustang SVO et la Ford Thunderbird Turbo Coupé (avec suppression de l'échangeur), le moteur a été recalibré à 175 ch avec une transmission manuelle à 5 vitesses et à 145 ch avec une transmission automatique à 3 vitesses.
La carrosserie de la XR4Ti était partagée avec la Sierra XR4i bien que modifiée pour les réglementations américaines. Elle se différenciait de la Sierra 3 portes standard par son aspect de profil latéral : à la place des longues vitres arrière de la Sierra 3 portes standard, la Merkur était équipée des vitres de montant C de la Sierra 5 portes, et équipée de vitres arrière ouvrantes derrière les portes avant. Dans la lignée de la XR4i, la Merkur XR4Ti se distingue par un grand aileron arrière biplan, similaire à celui de la Ford Mustang SVO.
En raison de la nécessité d'adapter la Merkur XR4Ti pour la vente en Amérique du Nord, l'assemblage final a été confié au fabricant spécialisé Karmann à Rheine, en Allemagne de l'Ouest. Avant l'introduction du Merkur Scorpio en 1988, le XR4Ti était le seul modèle Merkur. Au début de 1989, le XR4Ti a été abandonné.

### Scorpio

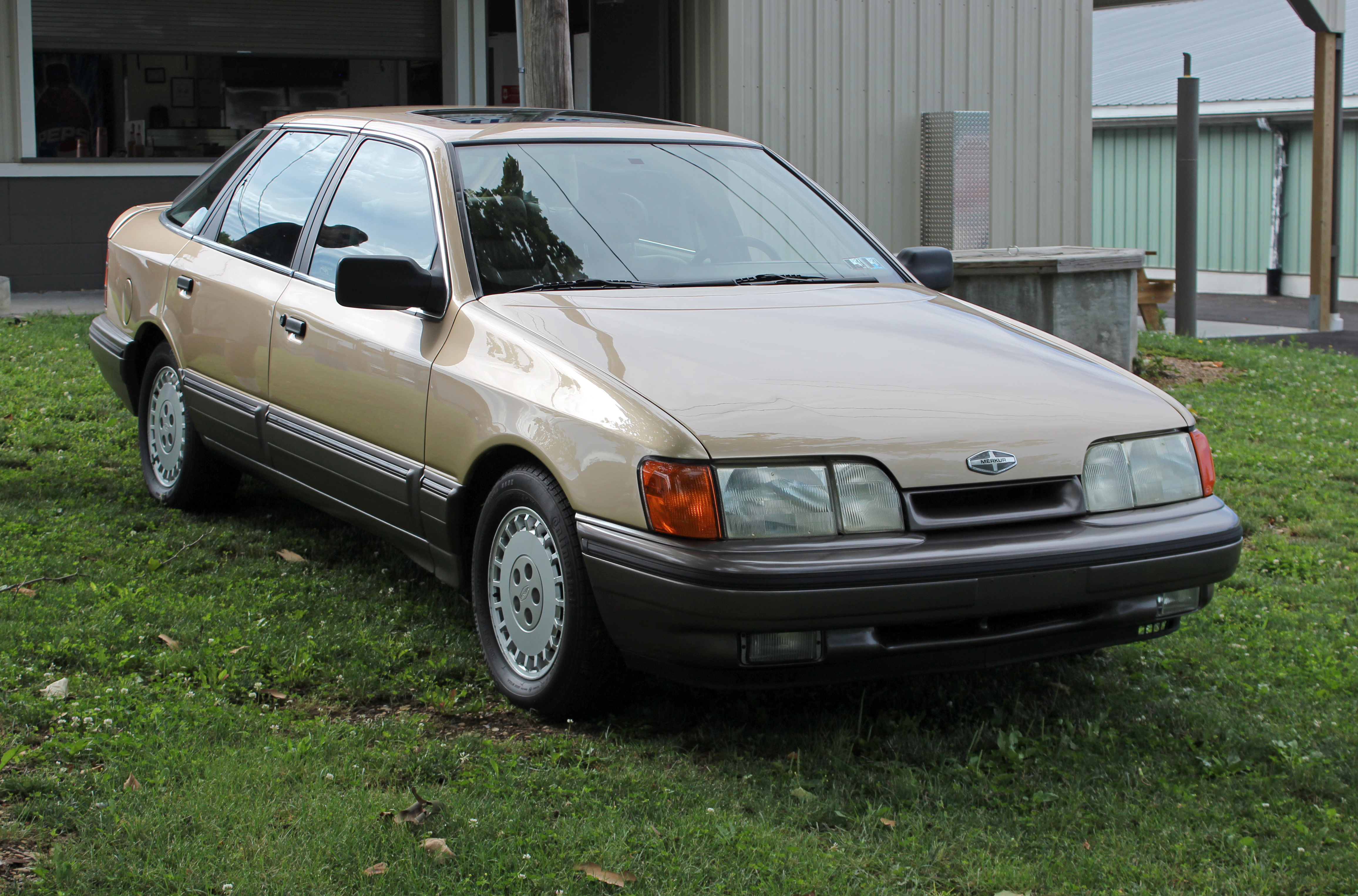
Une Merkur Scorpio

Lancée au milieu de l'année 1987, la Merkur Scorpio était destinée au segment des berlines de luxe. D'apparence similaire à la Mercury Sable et à la Ford Taurus, la Scorpio était une version à empattement allongé de la Ford Sierra, ce qui en faisait la plus grande voiture vendue par Ford Europe.
En tant que voiture de luxe d'entrée de gamme, la Merkur Scorpio était en concurrence avec une gamme de berlines, dont l'Acura Legend, l'Audi 100, la Mercedes-Benz 190E, la Saab 9000, la Sterling 827 et la Volvo 740. Contrairement à bon nombre de ses concurrents, la Scorpio n'était proposée qu'en version à hayon 5 portes (une configuration par ailleurs proposée uniquement par Saab et Sterling en Amérique du Nord). La gamme de modèles comprenait de nombreuses fonctionnalités en équipement standard ; de nombreux exemplaires ont été vendus avec la mise à niveau optionnelle du Touring Package.
La Merkur Scorpio (contrairement à la XR4Ti) était assemblée sur la chaîne de montage Ford de Cologne en Allemagne de l'Ouest. La carrosserie était en grande partie inchangée pour l'Amérique du Nord, à l'exception des pare-chocs 5 mph et des pare-chocs du marché américain ; les Merkur se distinguent également par des badges et des feux arrière pleine largeur. Les modifications du groupe motopropulseur étaient minimes, car le V6 de 2,9 L était un moteur utilisé en Amérique du Nord (par le Ranger et le Bronco II). Bien qu'une transmission manuelle à 5 vitesses soit standard, presque toutes les Scorpio vendues étaient équipées d'une transmission automatique à 4 vitesses.
L'un des véhicules les plus éphémères jamais produits par Ford Motor Company, la Merkur Scorpio a été abandonné à la fin de l'année-modèle 1989, marquant la fin de la marque Merkur.

## Disparition
Aux États-Unis et au Canada, la Merkur n’a finalement pas été considérée comme un succès par Ford. La marque, qui devait vendre entre 15 000 et 20 000 véhicules par an, n’a vendu que 26 000 XR4Ti au cours de ses deux premières années d’existence ; les ventes ont chuté de près de 50 % en 1987. En moyenne, chaque concessionnaire Lincoln-Mercury vendait un à deux véhicules Merkur par an.
Plusieurs facteurs ont conduit à la lenteur des ventes de la gamme Merkur, notamment un taux de change défavorable entre le dollar et le mark ouest-allemand, ce qui a entraîné une instabilité des prix. En 1989, la Merkur Scorpio rivalisait avec la Lincoln Town Car en termes de prix, malgré sa forte ressemblance visuelle avec la Mercury Sable, beaucoup plus abordable. Parallèlement à l’absence de ventes de la Scorpio et de la XR4Ti, le sort de la gamme Merkur a finalement été scellé par les exigences de sécurité en Amérique du Nord. Pour que les deux véhicules soient conformes aux normes de 1990, il aurait fallu ajouter des airbags et des ceintures de sécurité, ce qui aurait nécessité une refonte coûteuse pour les deux gammes de modèles (la Ford Sierra et la Ford Scorpio n'ont pas reçu d'airbags avant leurs remplacements de 1993 et 1994, respectivement).
Le peu de ventes de la marque ne justifiant pas les dépenses d'une telle refonte, Ford a retiré la XR4Ti au début de 1989, les ventes de la Scorpio s'arrêtant à la fin de l'année-modèle.